# Deux Billets pour la séance de la journée
Pour plus de détails, voir Fiche technique et Distribution.
Deux Billets pour la séance de la journée (Два билета на дневной сеанс) est un film soviétique réalisé par Herbert Rappaport, sorti en 1966,.

## Fiche technique
- Titre français : Deux Billets pour la séance de la journée[3]
- Photographie : Dmitri Meskhiev, Alexandre Tchirov
- Musique : Alexandre Mnatsakanian
- Décors : Alexandre Blek, Viktor Schildknecht
- Montage : E. Sadovskaïa

## Remarque
On aurait pu traduire le titre par Deux Billets pour une séance en matinée formule qui correspond bien au vocabulaire du spectacle.